# Iokanga (Fluss)
Iokanga (russisch Иоканга, Иоканьга) beziehungsweise Jokanga (russ. Йоканга oder Йоканьга geschrieben) ist ein Fluss im Nordosten der Halbinsel Kola in der Oblast Murmansk in Russland. 
Der Fluss ist 203 km lang. Sein Einzugsgebiet umfasst 6020 km². Die Iokanga hat ihren Ursprung im See Alosero nördlich des Keiwy-Hochlands, fließt in östliche Richtung und mündet nahe der Siedlung Ostrownoi in die Swjatonosski-Bucht und in die Barentssee. Ihr größter Nebenfluss ist die Suchaja.